# Ferdinand von Harrach
Ferdinand comte von Harrach (né le 27 février 1832 à Rosnochau et mort le 13 février 1915 à Berlin) est un peintre prussien de paysage, d'histoire et de portrait.

## Biographie
Les comtes von Harrach sont issus d'une ancienne famille de la noblesse austro-bohémienne. Le père, Carl, grandit à Prague. Après son service militaire sous le drapeau autrichien, il travaille dans l'agriculture en Haute-Silésie prussienne. Son fils Ferdinand a sa tante Auguste comtesse von Harrach (sœur de son père) comme marraine. Après la mort de la reine Louise, elle est la seconde épouse du roi prussien Frédéric-Guillaume III. Il est également inscrit comme parrain de Ferdinand von Harrach dans le registre paroissial de la paroisse catholique de Rosnochau en Haute-Silésie. Après des cours particuliers sur la propriété de son père, Ferdinand est envoyé à l'établissement d'enseignement de Schnepfenthal (de), où son père a également été élève. À partir de 1847, Ferdinand étudie au lycée Sainte-Marie-Madeleine de Breslau, qu'il quitte en 1851 avec l'Abitur. Un voyage dans les états italiens avec ses parents et un séjour plus long à Rome encouragent Ferdinand von Harrach à croire qu'il pourra développer davantage ses ambitions artistiques. Mais son père, considéré comme un pionnier de l'agriculture moderne en Silésie et qui l'a choisi comme fils aîné pour lui succéder comme propriétaire terrien, attend encore de lui quelques épreuves.
Mais ni les études de sciences naturelles et de droit entamées à Berlin, ni la formation agricole que son père lui a "prescrite" n'ont pu faire changer d'avis le jeune Ferdinand. Déjà à l'époque, il peint et dessine à chaque heure de libre. En 1856/57, il effectue son service militaire dans les cuirassiers à Breslau. Après que le père a fait examiner le travail artistique de son fils par Stanislaus von Kalckreuth (de), professeur à l'Académie des beaux-arts de Düsseldorf, et qu'il a qualifié le travail de "remarquable et prometteur", la voie est enfin dégagée pour une formation d'artiste. Lorsque Ferdinand commence ses études d'art à Düsseldorf en 1858, il est, à 26 ans, déjà plus âgé que ses camarades d'études.
Kalckreuth, qui devient son père nourricier artistique, se voit proposer en 1859 par le grand-duc Charles-Alexandre de Saxe-Weimar-Eisenach la proposition de diriger l'école grand-ducale de peinture de Weimar. Des artistes comme Bonaventura Genelli et Friedrich Preller travaillent déjà à Weimar. Kalckreuth accepte l'offre et persuade également le comte Harrach de déménager à Weimar. Outre Arnold Böcklin et Franz Lenbach, Kalckreuth recrute également Arthur von Ramberg et Ferdinand Pauwels comme professeurs de la nouvelle école. Le comte Harrach fait divers voyages dans les années qui suivent, principalement dans les régions alpines et, en 1862, dans les îles britanniques. Le résultat est de nombreux croquis et peintures de paysages. À Weimar, il est aussi volontiers employé par le grand-duc comme compagnon de chasse. Le comte Ferdinand Harrach participe à la guerre de 1866 en tant qu'officier de réserve prussien. En 1868, il épouse la comtesse Hélène Pourtalès et s'installe à Berlin. Entre-temps, il s'est fait un nom en tant que peintre. Certaines de ses toiles ont déjà été montrées lors d'expositions à Berlin et à Dresde. Le comte reçoit de plus en plus de commandes de portraits de personnalités de la noblesse. Pendant des vacances à Norderney, la connexion avec le couple du prince héritier (le prince héritier Frédéric-Guillaume, plus tard l'empereur Frédéric III et la princesse héritière Victoria), déjà connue de la société berlinoise et par le biais de liens familiaux, s'est intensifiée. Pendant la guerre franco-prussienne, le comte Harrach est nommé officier d'ordonnance à l'état-major du prince héritier. Il participe également participé aux ébauches des nouvelles armoiries impériales allemandes pour le couronnement impérial en 1871.
La mort de sa marraine Auguste, princesse de Liegnitz, lui offre la possibilité financière d'acquérir son propre terrain. Il achète le château de Tiefhartmannsdorf (arrondissement de Schönau) qui, après une profonde rénovation, devient la nouvelle demeure de la famille de Ferdinand von Harrach. Quatre des huit enfants (quatre fils et quatre filles) sont morts en bas âge. Comme les événements de la guerre, la mort des enfants a un impact sur le travail de l'artiste et les sujets de ses peintures. En 1892, Harrach est nommé professeur et en 1893 sénateur à l'académie royale des arts. En 1895, il reçoit une grande médaille d'or à la Grande exposition d'art de Berlin. De 1895 à 1896, il est président de la Grande exposition d'art de Berlin, alors que le conflit avec la Sécession berlinoise a déjà commencé. En 1899, avec sa femme, il visite l'Égypte et les sites de l'Ancien et du Nouveau Testament. Les impressions de ce voyage continuent à déterminer les thèmes bibliques de ses peintures.
À l'occasion de son 70e anniversaire, un bref résumé biographique est publié dans le Königlich privilegierte Berlinische Zeitung En 1912, le peintre est honoré de sa propre exposition à l'occasion de son quatre-vingtième anniversaire. Ferdinand von Harrach est l'un des derniers représentants de la peinture classique. "Ferdinand a peint tous les jours de sa vie" dit le mémoire de sa femme, la comtesse Hélène Harrach. Et le diplomate Gerhard von Mutius, un neveu de la comtesse, l'a dit ainsi : « Son style de vie répondait au concept de loisirs riches en contenu, vivants et actifs dans le plus beau sens."
Le peintre et sculpteur Hans Albrecht von Harrach (de) est son fils.

## Œuvres (sélection)

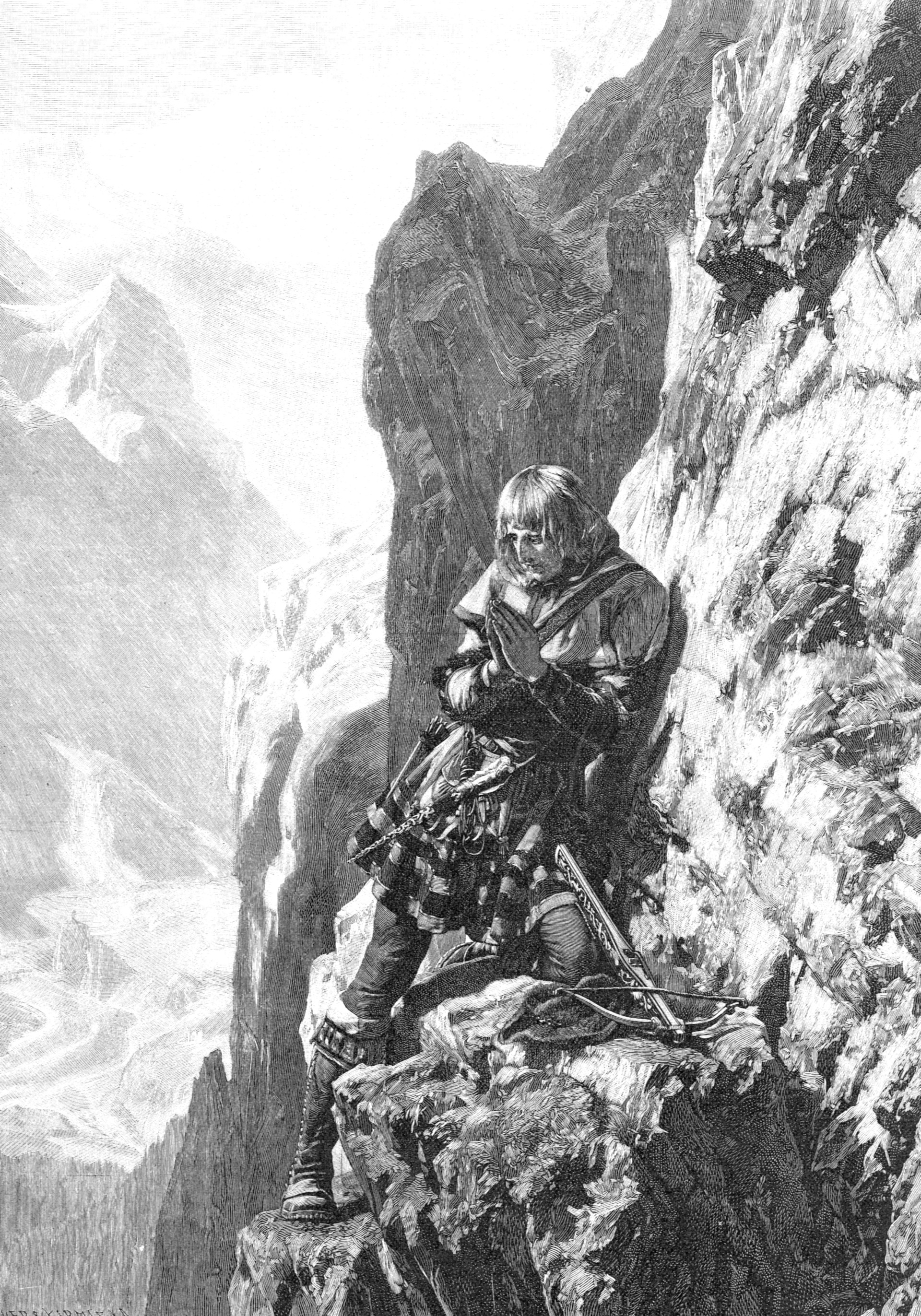
L'empereur Max au Martinswand (Illustration du Belvédère, 1903)

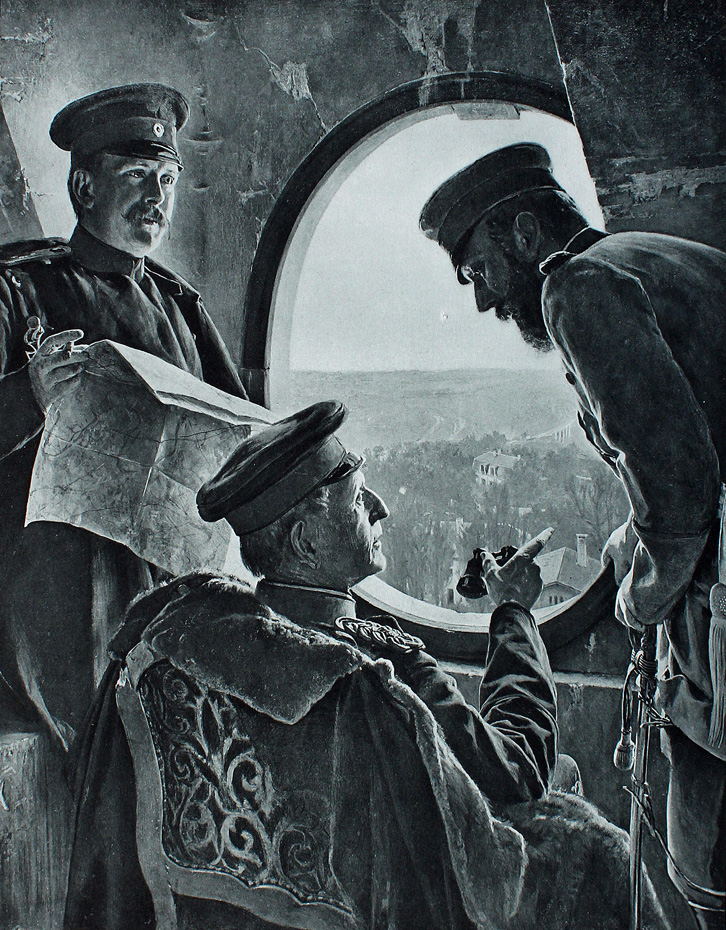
Moltke à l'observatoire en face de Paris (héliogravure du tableau de Ferdinand von Harrach)

- 1858–59 Gebirgslandschaft, Morgenbeleuchtung
- 1860–61 Große Gebirgslandschaft, Abendbeleuchtung
- 1863 Blick aufs Meer von der Insel Arran
- 1866 Porträt des Grafen Mörner
- 1866–67 Kaiser Max auf der Martinswand (de)
- 1869 Winterwald im Rauhreif
- 1869–70 Gefangennehmung Luthers
- 1871–72 In den Weinbergen von Wörth
- 1871–72 Der Abend von Sedan
- 1874 Abendbeleuchtung am Thunersee
- 1875 Moltke im Observatorium vor Paris
- 1876 Schlittschuhlauf an der Rousseau-Insel
- 1876 Porträt meiner Kinder (Rundbild)
- 1877–78 Verkündigung der Weihnachtsbotschaft
- 1880 Porträt des Ministers Karl von Varnbüler (de)
- 1881 Viehabtrieb am Wetterhorn
- 1883–84 Porträt des Grafen W. Pourtalès
- 1885 Porträt des Herrn B. v. d. Knesebeck
- 1886 Christus am Ölberg
- 1887 Maria mit dem zwölfjährigen Christus
- 1888 Porträt des toten Monarchen Kaiser Wilhelm I.
- 1891 Porträt des toten Helmuth Karl Bernhard Graf von Moltke
- 1892 Die Störche kommen
- 1893–94 Porträt des Grafen Christoph Vitzthum
- 1895 Vorfrühling in der Lausitz
- 1896 Porträt des Professors Ludwig Passini
- 1898 Sturm im Hochgebirge
- 1898 Johannisfeuer am Riesengebirge